# La Silleta, Argentina
La Silleta är en ort i Argentina.   Den ligger i provinsen Salta, i den norra delen av landet, 1 300 km nordväst om huvudstaden Buenos Aires. La Silleta ligger 1 363 meter över havet och antalet invånare är 1 256.
Terrängen runt La Silleta är varierad. Runt La Silleta är det mycket glesbefolkat, med 7 invånare per kvadratkilometer.. Närmaste större samhälle är Salta, 18,3 km nordost om La Silleta.
Omgivningarna runt La Silleta är en mosaik av jordbruksmark och naturlig växtlighet.